# 마라난타
마라난타(摩羅難陀, ? ~ ?)는 인도 간다라의 승려이다.
384년(침류왕 원년)에 동진(東晉)에서 백제로 와서, 불교를 전파하였다. 마라난타가 불교를 전파함으로써 백제 불교가 시작되었다.
그의 행적에 대한 내용은 《해동고승전(海東高僧傳)》에 자세히 나와 있다.
왕은 그의 말에 따라 불사(佛事)를 일으켜서 봉행하였고, 이듬해에 한산(漢山)에 백제 최초의 절을 짓고 백제인 10인을 출가시켜 득도(得度)하게 하였다. 《송고승전(宋高僧傳)》에 기록된 난타(難陀)가 그와 동일인물이라는 설도 있으나, 《해동고승전》에는 활동한 연대가 서로 달라 동일인물이 아니라고 본다.

## 같이 보기
- 한국의 불교
- 백제의 불교
- 백제불교 최초 도래지